# Aglaia lancilimba
Aglaia lancilimba är en tvåhjärtbladig växtart som beskrevs av Merrill. Aglaia lancilimba ingår i släktet Aglaia och familjen Meliaceae. Inga underarter finns listade i Catalogue of Life.